# Unterkohlfurth
Unterkohlfurth ist eine Ortslage im Wuppertaler Wohnquartier Kohlfurth im Stadtbezirk Cronenberg und liegt wupperabwärts der Ortslage Kohlfurtherbrücke.
Gegenüber der Ortslage, zum anderen Ufer der Wupper, liegt das 1972 in Betrieb genommene Klärwerk Kohlfurth des Wupperverbandes.

## Geschichte
Unterkohlfurth ist im Jahre 1715 mit zwei Hofstellen in der Karte von Erich Philipp Ploennies unter dem Namen Colfert eingezeichnet, zusammen mit dem benachbarten Oberkohlfurth (eine Hofstelle). Auf der Topographischen Aufnahme der Rheinlande von 1824 sind beide Orte als Goeresholfried und auf der Preußischen Uraufnahme von 1844 als Unt. kohlfurth verzeichnet.
1815/16 lebten zusammen 144 Einwohner in Ober- und Unterkohlfurth Ort. 1830 gehörte die als Weiler bezeichneten Orte zur Bürgermeisterei Kronenberg, dort lebten zu dieser Zeit 178 Menschen. 1832 war Unterkohlfurth Teil des Berghauser Bezirks innerhalb der Bürgermeisterei.  Der nach der Statistik und Topographie des Regierungsbezirks Düsseldorf als Dorfschaft kategorisierte Ort besaß zu dieser Zeit ein öffentliches Gebäude, 23 Wohnhäuser, zwölf Fabriken bzw. Mühlen und 17 landwirtschaftliche Gebäude. Zu dieser Zeit lebten 192 Einwohner in beiden Orten, davon zehn katholischen und 182 evangelischen Bekenntnisses. Die Gemeinde- und Gutbezirksstatistik der Rheinprovinz führt den Ort 1871 mit 24 Wohnhäusern und 176 Einwohnern auf. Im Gemeindelexikon für die Provinz Rheinland werden 1885 32 Wohnhäuser mit 194 Einwohnern angegeben. 1895 besaß der Ortsteil 32 Wohnhäuser mit 209 Einwohnern.
In Unterkohlfurth stand eine Schule. Die 1969 stillgelegte Überlandstraßenbahnlinie 5 (Wuppertal–Solingen)  besaß hier die Haltestelle Schulkohlfurt.
Anfang 2010 geriet der Ortsteil wegen der Bodenbelastung durch einen ehemaligen Galvanik-Betrieb in Schlagzeilen der lokalen Medien. Untersuchungen des Bodens und des Grundwassers zeigten erhöhte Werte für Chrom(VI), Nickel, leichtflüchtige Halogen-Kohlenwasserstoffe (LHKW) und perfluorierte Tenside (PFT). Zwischen Mai 2010 und Juni 2011 tauschte der Altlastensanierungs- und Altlastenaufbereitungsverband NRW (AAV) in Zusammenarbeit mit der Stadt Wuppertal auf einer Fläche von ungefähr 1.400 Quadratmetern 20.000 Tonnen Boden aus. Auch die Betriebsgebäude wurden abgerissen. Die Kosten der Sanierungsmaßnahme betrugen ungefähr 3,2 Millionen Euro. Das Gelände wurde nicht mehr bebaut und damit Teil eines angrenzenden Naturschutzgebiets.